# 패트릭 M. 섀너핸
패트릭 M. 섀너핸(1962년 6월 27일 ~ )은 미국의 국방부 장관 대행이다.

## 생애
보잉에서 30년 동안 근무해 보잉사 부사장 겸 필라델피아 보잉 로터크래프트 시스템 부문 사장(general manager)이 되었다. 필라델피아와 애리조나주 메사의 보잉사 지부에서 진행중인 미국 육군 항공단 프로그램의 책임자였다. V-22 오스프리, CH-47 치누크, AH-64D 아파치를 생산했다.
2004년 부사장 겸 미사일 방어 시스템 부문 사장이 되었다. 지상 기반 외기권 방어, 보잉 YAL-1 레이저포를 개발하는 곳이다. 2007년 부사장 겸 보잉 787 드림라이너 부문 사장이 되었다. 2008년 수석 부사장 겸 보잉 상업 항공 부문 사장이 되었다. 2016년 4월, 수석 부사장 겸 Supply Chain & Operations 부문 사장이 되었다.
2017년 1월 20일, 도널드 트럼프 대통령이 취임하면서 동시에 미국의 국방부 장관으로 제임스 매티스 장군이 임명되었다. 7월 19일 보잉사 부사장 패트릭 M. 섀너핸이 미국의 국방부 부장관으로 임명되었다. 전임 로버트 O. 워크 부장관은 2014년 오바마 대통령이 임명했었다.
2019년 12월 31일 제임스 매티스 제26대 국방장관이 사임하고, 1월 1일부터 패트릭 M. 섀너핸 부장관이 국방장관 대행이 되었다.
2019년 5월 9일, 도널드 트럼프 대통령은 패트릭 M. 섀너핸 국방장관 대행을 국방장관으로 지명했다. 미국 상원의 인준을 밟고 있다.
미국은 국방부의 장차관과 국실장급 간부 직위는 현역 군인이 전역한 후 7~10년이 넘어야만 임명된다. 역대 미국 국방장관은 대부분 정치인, 교수, 기업가 출신이었다. 장군 출신 국방장관은 1950년대 조지 마셜과 도널드 트럼프 행정부 초대 국방장관인 제임스 매티스 2명뿐이다. 미국의 관련 법은 군 출신은 전역 후 7년이 지나야만 국방장관에 임명될 수 있도록 제한하고 있다. 2018년 1월 미국 상원 군사위원회는 2013년 미국 해병대 대장으로 전역한 제임스 매티스 장관 후보자에 한해 예외를 적용하는 법률안을 통과시켰다.